# Mathias Clemens
Mathias Clemens, (Redange, 8 de agosto de 1915 - Huncherange, 26 de noviembre de 2001) fue un ciclista luxemburgués. Fue profesional de 1935 a 1948 consiguiendo una victoria de etapa en el Tour de Francia 1936

## Palmarés
1935
- -  Campeón de Luxemburgo independiente
- Tour de Luxemburgo

1936
- Tour de Luxemburgo, más 1 etapa
- 1 etapa del Tour de Francia
- Critérium de Luxemburgo
- Grunewald

1937
- Tour de Luxemburgo, más 1 etapa

1938
- Campeonato de Luxemburgo en Ruta
- 1 etapa del Tour de Luxemburgo
- Gran Premio de Luxemburgo
- Gran Premio de Hollerich

1939
- Tour de Luxemburgo, más 2 etapas

1940
- 3 etapas de la Volta a Cataluña

1941
- Critérium de Luxemburgo
- Tour de Westmark, más 1 etapa
- Gran Premio de Schweinfurt

1942
- Premio de Huncherange
- Premio de Esch-sur-Alzette

1943
- 2 etapas del Tour de Luxemburgo
- Premio de Esch-sur-Alzette
- Premio de Wiltz
- Premio de Pétange

1944
- Premio de Wiltz
- Premio de Esch-sur-Alzette

1945
- 2º en el Campeonato de Luxemburgo en Ruta
- Gran Premio de la Liberación

1947
- Tour de Luxemburgo, más 1 etapa
- Premio de Alger
- 3º en el Campeonato de Luxemburgo en Ruta

1948
- Campeonato de Luxemburgo en Ruta